# Edna Manley
Edna Manley, geborene Swithenbank, (* 1. März 1900 in Bournemouth, Yorkshire; † 9. Februar 1987 in Kingston) war eine jamaikanische Künstlerin.

## Leben
Die aus England (Dorset) stammende Manley heiratete 1921 ihren Cousin, den späteren jamaikanischen Politiker und Premier Norman Washington Manley, und zog mit ihm ein Jahr später in dessen Heimat. Sie hatte zwei Söhne, Michael Manley, später Premierminister Jamaikas, und Douglas Manley, der ebenfalls in die Politik ging.
Bis Mitte der 1930er Jahre blieb Manley in London als Künstlerin aktiv und wurde 1930 neben Henry Moore und Barbara Hepworth in die Künstlergruppe London Group aufgenommen. In ihrer Wahlheimat Jamaika setzte sich Manley lebenslang für die Etablierung von Künstlerinnen und Künstlern ein. Im Laufe der 1930er Jahre gewann dabei die Entwicklung einer von der Kolonialmacht Großbritannien unabhängigen Kulturszene und einer damit einhergehenden schwarzen Emanzipierung immer mehr an Bedeutung. Sie initiierte die Gründung eines Junior Centers in der Kingstoner East Street, dass die Talentförderung junger Menschen zum Ziel hatte. Aus diesem ging dann schließlich 1967 die Jamaica School of Art eines unabhängigen Staates Jamaika hervor. 1995 wurde die Kingstoner Kunsthochschule schließlich nach Manley in Edna Manley College of Visual and Performing Arts umbenannt.
Ein wichtiger Teil ihrer Werke ist in der National Gallery of Jamaica ausgestellt. In Anerkennung ihrer Verdienste wurde Manley 1980 der Order of Merit verliehen, der dritthöchste Orden des Landes.

## Werk
Während ihrer Ausbildung an der Regent Street Polytechnic fertigte Manley vor allem Tierskulpturen an und begann in Bronze zu arbeiten. Nach ihrer Ankunft in Jamaika wendete sie sich wegen der Verfügbarkeit von edlen Tropenhölzern schnell dem sogenannten direct carving zu und fertigte ab 1925 bevorzugt in Holz. Sie wurde dadurch zu einem bedeutenden Einfluss in England, unter anderem für ihre Freundin Barbara Hepworth. Zu ihren wichtigsten Skulpturen aus dieser Zeit zählen Wisdom (1924), Demeter (1925) und Eve (1929). Ihr bekanntestes Werk Negro Aroused fertigte sie 1935. Die Mahagoni-Skulptur wurde schließlich zu einer Ikone schwarzer Emanzipation und ist heute in einer vergrößerten Bronzefigur am Ocean Boulevard in Kingston zu finden.

## Ehrungen
- 1929: Silver Musgrave Medal des Institute of Jamaica
- 1943: Gold Musgrave Medal des Institute of Jamaica
- 1975: Honorary Degree of Letters der University of the West Indies
- 1980: Order of Merit
- 2023: Benennung eines Kraters auf dem Planeten Merkur nach ihr: Merkurkrater Manley

## Werke
- ´Beadseller´, 1922, Bronze, Höhe 42 cm, National Gallery of Jamaica

- ´Wisdom´, 1924, Mahagoni, Höhe 30 cm, National Gallery of Jamaica
- ´Demeter´, 1925, Mahagoni, Höhe 94 cm, National Gallery of Jamaica
- ´Adolescence´, 1927, Bronze, 125 × 69 cm, National Gallery of Jamaica
- ´Eve´, 1929, Mahagoni, Höhe 213 cm, Museums Sheffield (Graves Gallery)
- ´Adam and Eve´, 1930, Mahagoni, 91,5 × 122 cm, National Gallery of Jamaica
- ´Dance (of Life)´, 1932, Mahagoni, 124 × 166 cm, Museums Sheffield
- ´Sun and Earth´, 1934, Pierre de Caen (Jura-Kalkstein), Maße unbekannt, verschollen
- ´Strike´, 1934, Bronze (2 Abgüsse), Höhe 51 cm, Privatsammlungen
- ´Rachel´, 1934, Mahagoni, Höhe 51 cm, verschollen
- ´Man With Wounded Bird´, 1934, Mahagoni, National Gallery of Jamaica
- ´Negro Aroused´, 1935, Mahagoni, Höhe 63,5 cm, National Gallery of Jamaica
- ´Pocomania´, 1936, Hoptonwood (Stein), Höhe 60 cm, Privatsammlung
- ´Diggers´, 1936, Mahagoni, Höhe 95 cm, National Gallery of Jamaica
- ´Tomorrow´, 1938, Mahagoni, Höhe 61 cm, Privatsammlung
- ´Idyll´, 1939, Holz, Höhe 56 cm, zerstört
- ´The Dead´, 1940, Mahagoni, Maße unbekannt, Privatsammlung
- ´Forerunner´, 1941, Yacca (Holz), Höhe 81 cm, Privatsammlung
- ´The Sun Goes Down´, 1942, Mahagoni, Höhe 29 cm, Privatsammlung
- ´New World, Old World´, 1942, Mahagoni, Höhe 48 cm, National Gallery of Jamaica
- ´Horse of the Morning´, 1942, Red Wood, Höhe 130 cm, National Gallery of Jamaica
- ´Crucifix´, 1951, Mahagoni, Höhe 231 cm, All Saints Church, Kingston
- ´Rainbow Serpent´, 1975, glasfaserverstärkter Kunststoff, Höhe 216 cm, Little Theater, Kingston
- ´The Message´, 1977, Zement, Höhe 115 cm, National Gallery of Jamaica, Kingston
- ´The Ancestor´, 1978, Gips bemalt, Höhe 112 cm, National Gallery of Jamaica
- ´Ghetto Mother´, 1981, Zement, Höhe 109 cm, National Gallery of Jamaica
- Whisper
- Into The Mist
- Before Thought
- Moon
- Into The Sun
- Growth
- Man and Woman
- The Trees are Joyful
- Rising Sun